# 마소라 학자
마소라 학자(Masoretes, 히브리어: בעלי המסורה ba'alei hamasorah, 바알레이 하 마소라)들은 7세기에서 11세기 사이에 이스라엘 티베리아(디베랴)와 예루살렘과 바빌로니아에서 활동하던 성서 필경사들과 학자들(서기관)을 일컫는다. 이들은 자음으로만 되어 있던 히브리어 성경의 발음을 정착했으며, 이를 위해 모음 기호를 개발하여 붙였다. 
주로 벤 이쉐르 가문의 사람들이 마소라 사본을 만들고 보존하는 데 공헌하였으며, 약간 다르지만 벤 나프탈리 가문의 마소라 사본도 전해지고 있다.